# Szymon Skoczylas
Szymon Skoczylas (ur. 27 października 1894 w Kozach, zm. wiosną 1940 w Charkowie) – podpułkownik taborów Wojska Polskiego, działacz niepodległościowy, ofiara zbrodni katyńskiej.

## Życiorys
Syn Józefa i Agnieszki ze Sztefków urodzony w Kozach, w ówczesnym powiecie bialskim Królestwa Galicji i Lodomerii. Uczył się w Szkole Powszechnej w Kozach, a następnie w Gimnazjum im. Marcina Wadowity w Wadowicach. Był członkiem Związku Strzeleckiego. W sierpniu 1914 wstąpił w szeregi II Brygady Legionów Polskich.
1 czerwca 1921 pełnił służbę w dowództwie taborów 2 Dywizji Legionów, a jego oddziałem macierzystym był 3 dywizjon taborów. 3 maja 1922 został zweryfikowany w stopniu kapitana ze starszeństwem z dniem 1 czerwca 1919 i 39. lokatą w korpusie oficerów piechoty, a jego oddziałem macierzystym był 10 dywizjon taborów w Przemyślu. W 1923 nadal pełnił służbę w 10 dywizjonie taborów. 20 lipca został odkomenderowany, a w grudniu 1924 przydzielony do Oficerskiej Szkoły Wojsk Taborowych we Lwowie na stanowisko komendanta kursu doszkolenia dla zawodowych podoficerów i chorążych. Do jesieni 1925 pełnił służbę w Szkole Podoficerów Taborowych, pozostając nadal oficerem nadetatowym 10 dywizjonu taborów. 1 października 1925 został wyznaczony na stanowisko pełniącego obowiązki kwatermistrza 10 szwadronu taborów w Przemyślu. W styczniu 1928 został przesunięty na stanowisko tego szwadronu. 18 lutego tego roku został mianowany majorem ze starszeństwem z dniem 1 stycznia 1928 i 3. lokatą w korpusie oficerów taborowych. W październiku 1930 został przeniesiony do Kadry 8 dywizjonu taborów w Toruniu na stanowisko komendanta kadry. Na stopień podpułkownika został mianowany ze starszeństwem z dniem 19 marca 1938 i 2. lokatą w korpusie oficerów taborowych. W tym samym roku został przeniesiony do 5 dywizjonu taborów w Bochni na stanowisko dowódcy dywizjonu. Na tym stanowisku pozostał do września 1939.
W czasie kampanii wrześniowej 1939, po agresji ZSRR na Polskę dostał się do niewoli sowieckiej i przebywał w obozie w Starobielsku. Wiosną 1940 został zamordowany przez funkcjonariuszy NKWD w Charkowie i pogrzebany w bezimiennej mogile zbiorowej w Piatichatkach, gdzie od 17 czerwca 2000 mieści się oficjalnie Cmentarz Ofiar Totalitaryzmu w Charkowie. Figuruje na tzw. liście Gajdideja (poz. 3104).
5 października 2007 minister obrony narodowej Aleksander Szczygło mianował go pośmiertnie na stopień pułkownika. Awans został ogłoszony 9 listopada 2007 w Warszawie, w trakcie uroczystości „Katyń Pamiętamy – Uczcijmy Pamięć Bohaterów”.
17 kwietnia 2009 w ramach programu „Katyń... ocalić od zapomnienia” przy Publicznej Szkole Podstawowej im. Janusza Korczaka w Jasienicy posadzono Dąb Pamięci płk. Szymona Skoczylasa.

## Ordery i odznaczenia
- Krzyż Niepodległości – 9 listopada 1931 „za pracę w dziele odzyskania niepodległości”[22]
- Krzyż Walecznych dwukrotnie[23]
- Złoty Krzyż Zasługi – 18 marca 1932 „za zasługi na polu organizacji wojska”[24]
- Medal Pamiątkowy za Wojnę 1918–1921[1]
- Medal Dziesięciolecia Odzyskanej Niepodległości[1]